# Georg Andreas Helwig

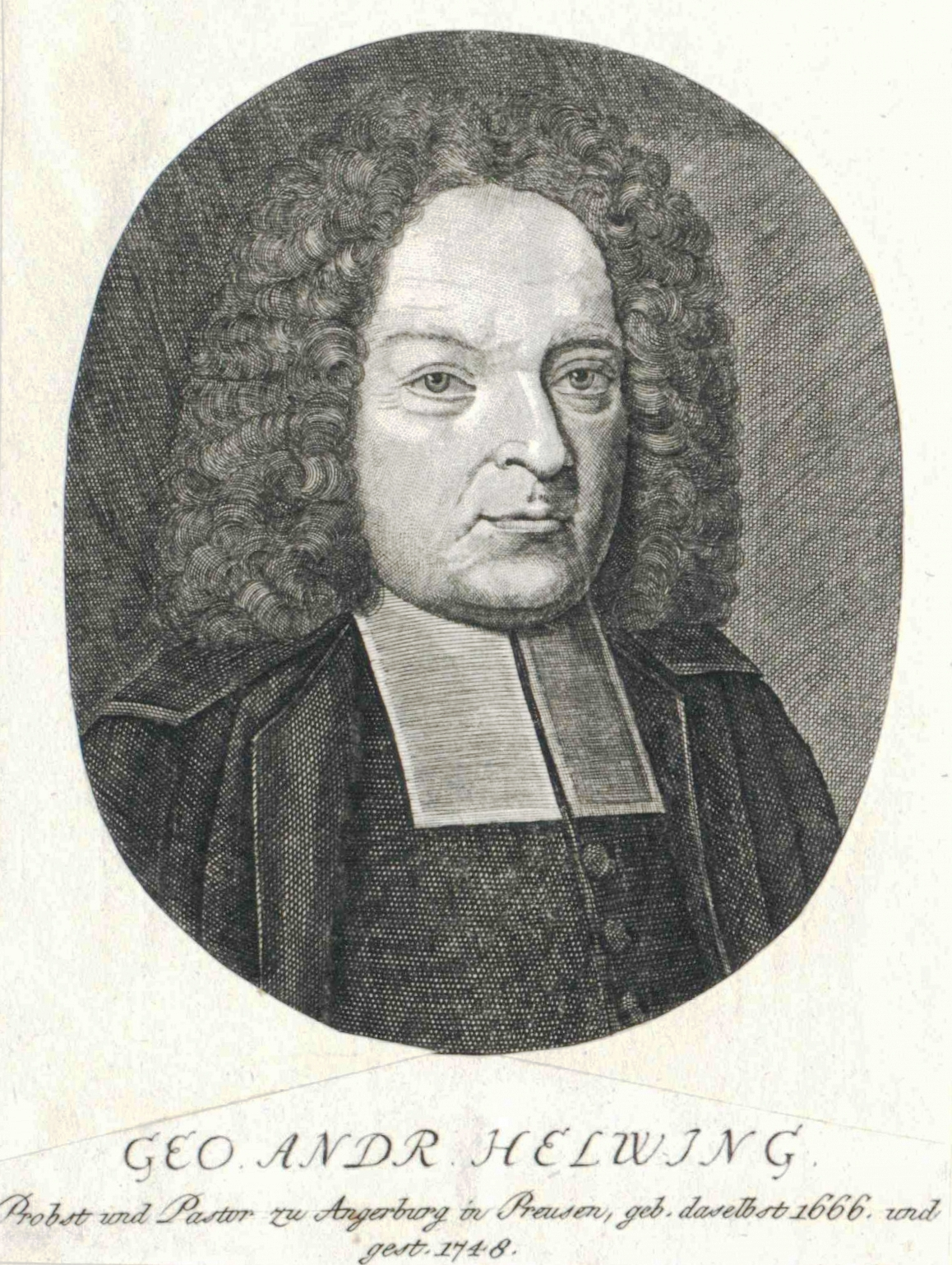
Georg Andreas Helwing

Georg Andreas Helwig oder auch Helwing (* 14. Dezember 1666 in Angerburg, Herzogtum Preußen; † 3. Januar 1748 ebenda) war ein deutscher, lutherischer Theologe und Botaniker.

Georg Andreas Helwing (zeitgenössischer Kupferstich)

## Leben
Der Sohn des Pfarrers Andreas Helwig († 1705) beschäftigte sich schon in frühsten Lebensjahren mit Kräutern und besuchte die Schule seiner  Geburtsstadt. Er wechselte auf die Löbenichtsche Stadtschule in Königsberg und bezog 1684 die Universität Königsberg. Seine Studien setzte er 1687 an der Universität Wittenberg fort, ging dann an die Universität Leipzig und an die Universität Jena. In Jena erwarb er am 11. Oktober 1688 den akademischen Grad eines Magisters der Philosophie. Er studierte Arzneimittellehre bei Georg Wolfgang Wedel und unterrichtete darüber auch privat.
Nach dem Wunsch seines Vaters sollte er jedoch ein theologisches Studium absolvieren. Daher verließ er Jena und setzte ein theologisches Studium an der Universität Erfurt fort. Von hier aus unternahm er eine Bildungsreise durch Deutschland und nach Venedig. Er kehrte nach Jena zurück, hielt Vorlesungen und kehrte im November 1691 als Substitut seines Vaters in seine Geburtsstadt zurück. Dort übernahm er 1705 die Stelle seines Vaters und wurde 1725 dort Propst und Superintendent, womit er die Aufsicht über die kirchlichen Hauptämter Angerburg und Lötzen übernahm.
1738 wurde ihm sein Sohn Georg Aemilius Helwig als Substitut zugeteilt.
Helwig war verheiratet mit Katharina, der Tochter des Andreas Coneius. Aus der Ehe gingen fünf Töchter und vier Söhne hervor.
Aufgrund seiner Erfahrung in der Naturgeschichte, besonders der Kräuterwissenschaft, wurde er der Preußische Plinius und der Preußische Tournefort genannt. Am 31. August 1709 nahm ihn die Königlich-Preußische Akademie der Wissenschaften als Mitglied auf.
Helwig hat verschiedene Pflanzenarten eingeführt und entdeckt. Die Gattung Helwingia ist nach ihm benannt.

## Werke

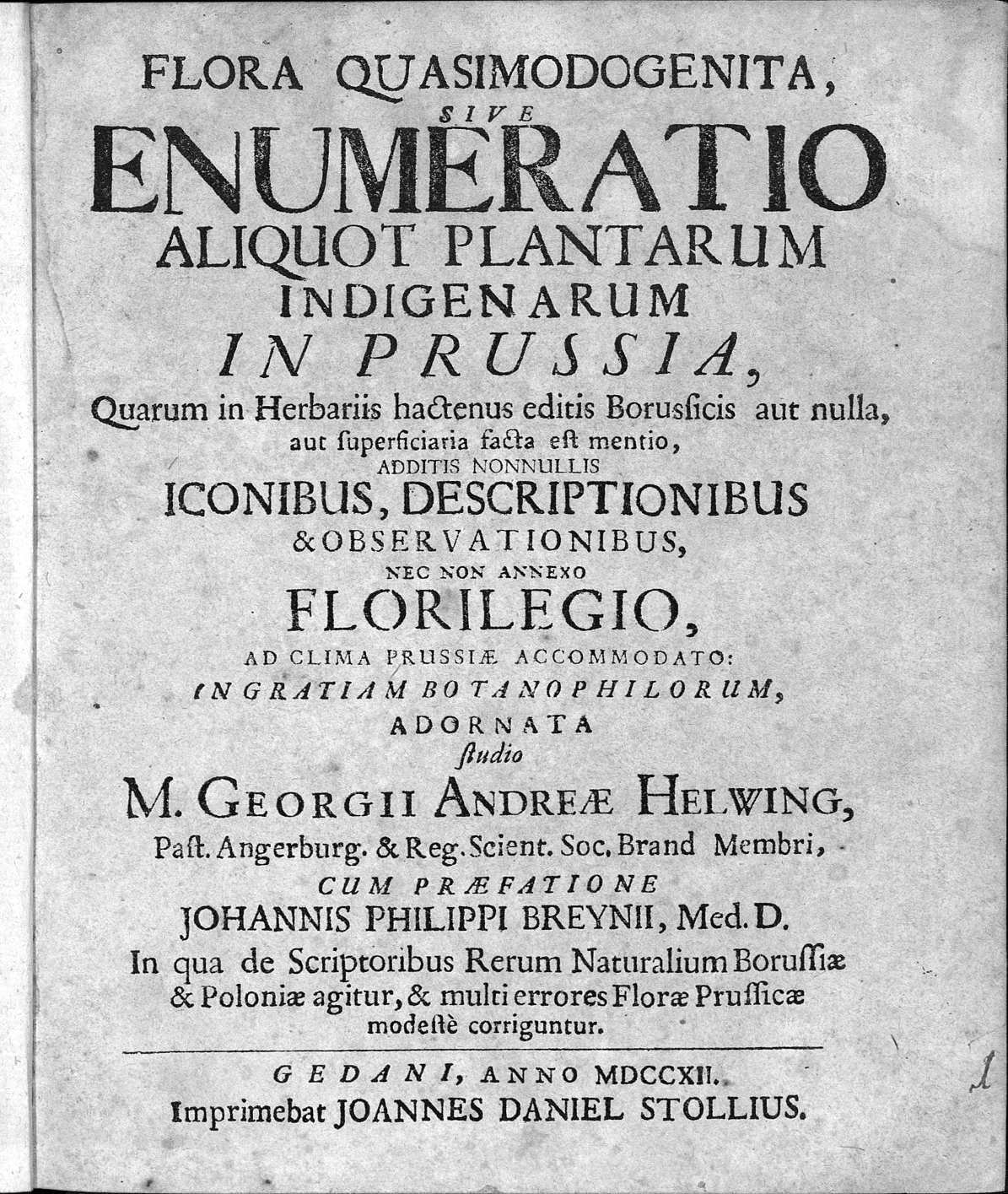
Flora Quasimodogenita, 1712

- Flora Quasimodogenita. Johann Daniel Stolle, Gdańsk 1712 (Latein, beic.it).
  - Flora Quasimodogenita. Thomas Johann Schreiber, Gdańsk 1712 (Latein, beic.it).
  - Flora Quasimodogenita. Gedani. Leipzig 1713
- Lithographia Angerburgica, P.I. Regiom. 1717, Leipzig 1720 u.ö.
- Flora Campana. Leipzig 1720
- Supplementum Florae Prussicae. Schreiber, Danzig 1726. (Digitalisat)

### Handschriften
- Tournefortius Borussicus.
- Lexicon lithologicarum latinum.
- Lexicon latino-polonicum lapidum et fossilium.
- Index plantarum latino polloniucus.
- Museum Helwingianum.